# Umbar
Umbar é um local fictício das obras de J. R. R. Tolkien. Foi um grande refúgio e porto ao extremo sul de Gondor na Terra Média. 'Umbar' era um nome — de significado desconhecido — dado à área por seus habitantes originais. Os númenorianos adotaram o nome, provavelmente cientes de que Umbar era a palavra Quenya para "destino".

## Contexto fictício
Umbar está localizada na costa sudoeste da Terra Média. O grande cabo e o estuário litoral sul de Umbar para a Baía de Belfalas formando um porto natural anexando a rocha, mas a "grande fortaleza de Númenor" (O Senhor dos Anéis) dentro dela não foi construída até 2280 da Segunda Era. Foi somente nessa época que o necromante maligno Sauron ousou ameaçar Númenor: "... a força de seu terror e domínio sobre os homens tinham crescido imensamente, ele começou a atacar as fortalezas dos númenorianos em cima das costas do mar."

## Publicação
Os Corsários de Umbar foram mencionada pela primeira vez em The Return of the King quando este terceiro volume de O Senhor dos Anéis foi publicado em 1955. O Apêndice A de O Senhor dos Anéis, "Anais dos Reis e Governantes", também contém uma visão geral da história fictícia de Gondor, incluindo a luta constante com Umbar até o final da Terceira Era. O Silmarillion, editado pelo filho de Tolkien, Christopher Tolkien, a partir de manuscritos de seu pai e publicado em 1977, cinco anos após a morte do autor, contém uma parte Akallabêth. Isso amplia ainda mais sobre os acontecimentos da Segunda e da Terceira Era que haviam sido mencionados antes no apêndice do O Senhor dos Anéis. Umbar apareceu na borda inferior dos mapas encontrados em edições anteriores da obra, mas está ausente das edições modernas, que mapeiam uma área um pouco menor da Terra Média.

## Conceito e criação
A possível influência para os Corsários de Umbar podem ter sido piratas da Costa berberisca no norte da África que costumavam atuar como tropas auxiliares para o Império Otomano. David Salo, no entanto, comparou o império de mar de Umbar com Cartago.